# Carène Wood
Pour les articles homonymes, voir Wood.
Carène Wood, née en 1963 à Amboise dans la Vallée de la Loire, est une journaliste-écrivaine franco-néo-zélandaise qui écrit des romans et des histoires courtes. Son ouvrage le plus connu est Sur l’île de Jade on y pense (version française), Pounamu's Reflections (version anglaise).

## Biographie
Carène Wood est le nom de plume de Sylvie Laparra de Salgues. À Tours et à Paris, Carène Wood étudie le droit, l’économie, l’anglais, la sociologie, la psychologie et la philosophie. Journaliste indépendante voyage le plus possible et notamment dans le Pacifique, et travaille à Paris dans des domaines divers et variés comme la banque, la publicité, et le monde de l’édition.
Elle collabore à plusieurs journaux, magazines, quotidiens, hebdomadaires, mensuels, travaille à la radio et à la télévision, rencontre des artistes, des chanteurs, des dessinateurs comme Michel Bridenne, des acteurs et des écrivains comme Antoine Blondin.
Férue d’aviation légère, elle se passionne pour la voltige aérienne qu’elle découvre avec Bernard Chauvreau aux commandes d’un avion créé par René Fournier. Elle participe à de nombreux rassemblements de passionnés d’avions et d’aviation, et elle écrit des brèves et des articles pour Aviation et Pilote et Info Pilote. Elle rencontre Jack Krine qui lui fait découvrir l'Amicale Jean-Baptiste Salis.
Carène Wood publie ses premiers livres depuis la Nouvelle-Zélande, où elle vit avec son mari et leurs deux enfants. Son mari est artiste peintre, et il réalise la plupart des couvertures de ses livres. Carène Wood vit et écrit dans sa maison de Nelson, qui est aussi un « Bed and Breakfast » nommé Ariki Lodge, d’après le nom maori signifiant chef de la sagesse et noble.
Elle écrit ses livres en français et en anglais.
Son livre Sur l’île de Jade on y pense, recueil de deux nouvelles qui mettent l’accent sur l’importance de l’amour, de l’amitié, des échanges et du partage, a été sélectionné pour le Prix du livre insulaire au salon International d'Ouessant en 2007.

## Regards sur l'œuvre
Les thèmes favoris de Carène Wood sont l’amour, l’amitié et les relations avec les autres, mais aussi la nature, la mort, la spiritualité, sans oublier les maux et les joies de la vie.
Profondément attachée à la terre et à l’environnement, c’est en étudiant la culture maorie qu’elle découvre l’impact de la nature sur sa personnalité. La nature est centrale dans son écriture et dans sa vie, qui se partage entre mer et forêt comme elle a voulu l'illustrer avec son nom de plume.
Les influences de Carène Wood sont éclectiques : elle s'inspire aussi bien de Confucius que de Michel de Montaigne ou de Jean-Paul Sartre, sans oublier Coluche et Pierre Desproges (pour ne citer qu'eux), et puise des idées dans la musique et les paroles de Georges Brassens, Jacques Brel, Charles Aznavour, Édith Piaf, Georges Moustaki, Alain Souchon, Barbara, Bernard Lavilliers…
«Sur l'île de Jade on y pense», dont la version anglaise est « Pounamu's Reflections », est un recueil de deux nouvelles intitulées "La dernière lettre" et "La table des philosophes du samedi". Dans "La dernière lettre", un père au crépuscule de sa vie écrit une ultime lettre à ses enfants, expatriés à l'autre bout du monde. Simple paysan qui ne vit que du nécessaire, il s'efforce de tenir une promesse faite il y a longtemps à sa femme, Margot. Il espère ainsi transmettre toute sa philosophie de vie imprégnée de bon sens.
"La table des philosophes du samedi" rassemble des hommes et des femmes bousculés par la vie, à la recherche de l'amour perdu ou jamais rencontré, d'une amitié sincère ou tout simplement d'une nouvelle chance. Philosophes le temps d'un repas ou d'un café, ils tentent d'apprivoiser leurs souffrances et leurs peines en proposant des solutions aux problèmes du monde. Pour cela, ils n'ont qu'un seul mot d'ordre : oser redonner à l'amour la place qu'il mérite.
Carène Wood a également publié « Les confidences d'une laide », un petit roman à l'écriture ludique, dans lequel Martine raconte au lecteur l'histoire ordinaire de sa vie, rythmée par les rejets, les insultes et la solitude. Car Martine, comme elle le souligne elle-même avec lucidité et humour, n'a pas été gâtée par la nature. Issue d'une famille modeste, dotée d'un physique peu agréable, pas vraiment douée à l'école mais avec un cœur d'or, elle représente l'archétype du bouc émissaire confronté à toute la méchanceté humaine. Cependant, à travers sa lettre c'est un message d'espoir que Martine veut exprimer, car « finalement le bonheur existe, on a tous une chance, un jour, elle sourit, même aux plus défavorisés et aux plus démunis ».
Enfin, Carène Wood a écrit, sous son nom d'état civil, un livre de cuisine bilingue, « Sylvie's Recipes », qui présente des recettes typiquement françaises mais réalisables avec les ingrédients que l'on trouve en Nouvelle-Zélande.

## Autres facettes
En 2003, Carène Wood crée SLDS Publishing, une maison d’éditions spécialisée dans l’édition bilingue (franco-anglais). Ses partenaires écrivains, journalistes, éditeurs et imprimeurs sont internationaux.
En 2004, elle crée KFM Magazine. Kiwi French Mag est un magazine en ligne gratuit et bilingue qui fait la promotion de la France et de la Nouvelle-Zélande.

## Sources
- Émission Carnet de Route du 20 juin 2007 sur France Bleu Orléans
- Journal Télévisé du 19 novembre 2007 de RFO Nouvelle-Calédonie
- Sélection du Prix du livre insulaire, Ouessant 2007